# PUMP UP! 1053
PUMP UP! 1053（パンクアップ!いちまるごーさん）は、1990年10月8日から1993年4月2日までCBCラジオで放送されていたラジオ番組。

## 概要
CBCラジオナイター（現・CBCドラゴンズナイター）の放送されていないナイターオフ編成期間中（10月から4月の間）のみ放送されていたワイド番組。タイトルの「PUMP UP」は情報を引き出すという意味である。
放送開始当初は就職情報番組として、就職についてのあらゆることを様々な観点から見ていくという内容だった。具体的には、市場調査など色々なデータの数字から見た、大学生と企業が望む学生とのそれぞれの姿のギャップを探ったり、企業のトップや大学生をスタジオに迎えて両者語り合うなどの企画が行われ、木俣夫妻が大学生の親としての立場から、大学生と企業トップのまとめ役になった。
そして、1992年度は「PUMP UP! 1053 ラジオ塾」にリニューアルされて、クイズ番組に刷新された。この年度の番組キャッチコピーは「ラジオ塾・これを聴かねば“出社ニ及バズ”」で、この番組の主なリスナー層をそれまでの大学生から若手サラリーマンやOLにまで拡大し、雑誌などとタイアップしてのメディアミックスも展開していた。

## 放送時間
- 平日19:20 - 20:00

## 出演者
1990年度・1991年度
- 木俣達彦・木俣千鶴子夫妻[6][7]
- 鷲塚美知代[6][7]
- 四村芽以子[6][7]

1992年度
- つボイノリオ[5]
- 加藤千佳[5]

## コーナー
- 中部優良企業百社のトップにきく[1]
- 遊び情報&合コン現場生中継[1]
- 名物教授登壇[1]